# Mårten Palme
Mårten Olof Palme, född 31 oktober 1961 i Spånga församling, Stockholms län, är en svensk nationalekonom. Han är professor i nationalekonomi vid Stockholms universitet.

## Biografi
Mårten Palme är son till Olof Palme och Lisbeth Palme och samt bror till Joakim Palme och Mattias Järvinen Palme.
Han blev ekonomie doktor vid Handelshögskolan i Stockholm år 1993 på en avhandling om fördelning av inkomster i Sverige.
Under våren 2013 utsågs Palme till ledare för Socialdemokraternas arbetsgrupp för sänkt arbetslöshet, den så kallade Forskningskommissionen. Resultatet av arbetet släpptes i mars 2014, med förslag på utbildningssatsningar och höjd fastighetsskatt.
Palme är medförfattare till flera böcker och publikationer om bland annat inkomstfördelning, pensionssystem och socialförsäkringssystem. Hans publicering hade (2025) enligt Google Scholar drygt 6 500 citeringar och ett h-index på 37.

## Övrigt

### Mordet på Sveriges statsminister Olof Palme
Kvällen då Olof Palme blev mördad, den 28 februari 1986, var Mårten Palme, hans föräldrar Lisbeth och Olof Palme samt hans dåvarande fästmö på biografen Grand i Stockholm. När de respektive paren hade skilts åt utanför biografen, såg Mårten Palme sina föräldrar bli förföljda av en okänd man. Denna man tros vara Palmes mördare och har ofta blivit benämnd i medier som den så kallade Grand-mannen.

### Filmen Call Girl
Den 7 december 2012 meddelades att Mårten Palme anmält filmen Call Girl för förtal av avliden på grund av likheter mellan filmens statsminister som köper sex av minderåriga och verklighetens Olof Palme. Justitiekanslern beslutade dock i januari 2013 efter kort betänketid att avslå anmälan med motiveringen att det inte fanns skäl att lyfta frågan till ett allmänt åtal. Istället föregick diskussioner mellan familjen Palme och filmens regissör, producent, ansvariga utgivare och Garagefilm. Där gjordes en överenskommelse om att den så kallade hotellscenen, i vilken filmens statsminister har sex med en minderårig, skulle klippas bort innan filmen släpptes på DVD och Blu-ray.